# 김규옥
김규옥(金奎玉, 1961년, 부산광역시 ~ )은 대한민국의 사회기관단체인, 전직 공무원이다.

## 학력
- 1976.03 ~ 1979.02 혜광고등학교 졸업
- 1979.03 ~ 1983.02 서울대학교 경제학과 졸업

- 1985 서울대학교 행정대학원 석사 졸업
- 1992 미시간대학교 경제학 석사 졸업
- 2011 동국대학교 행정학 박사 졸업

## 경력
- 1983 제27회 행정고시 합격
- 1985 경제기획원 공정거래실
- 미국 세계은행(IBRD) 근무
- 1997 재정경제원 예산실 서기관
- 기획예산처 예산총괄과장
- 2005 대통령비서실 선임행정관
- 제17대 대통령직인수위원회 경제1분과 전문위원
- 2008 ~ 2009 기획재정부 대변인
- 2009 ~ 2010 기획재정부 사회예산심의관
- 2010 ~ 2011.12 기획재정부 예산총괄심의관
- 2012.01 기획재정부 기획조정실장
- 2014 ~ 2014.08 새누리당 수석전문위원
- 2014.08 ~ 2016.12 제39대 부산광역시 경제부시장
- 2017.01 ~ 2018.04 제11대 기술보증기금 이사장
- 2019.10 ~ 2021 한국M&A협회 회장
- 2021.05 ~ 2024.05 수산업협동조합중앙회 감사위원회 위원장
- 2024.05 - 우리바다클린운동본부 부이사장
- 2025.02 - 우리바다포럼 회장

## 수상
- 2011년 홍조근정훈장